# Ошейниковая кобра
Ошейниковая кобра (лат. Hemachatus haemachatus) — ядовитая змея из семейства аспидов (Elapidae). Единственный вид рода Hemachatus.
Общая длина колеблется от 90 до 110 см. Главное отличие в том, что у неё на верхней челюсти позади ядовитых клыков нет никаких зубов. Голова небольшая, немного закруглённая, туловище стройное. Спина имеет сероватый цвет, по которому разбросаны прерывистые косопоперечные полосы. Нередко встречаются очень тёмные змеи. Голова всегда чёрная, низ шеи тоже чёрный, а ниже по брюху расположено несколько широких чёрных и белых поперечных полос, которые хорошо заметны, когда кобра становится в угрожающую позу. Она, как и настоящие кобры, расширяет шею, разводя в стороны шейные ребра, но «капюшон» её довольно узкий.
Любит травянистую, каменистую местность вблизи болот и озёр. Активна ночью. Ведёт скрытный образ жизни. Питается мелкими млекопитающими, жабами, ящерицами.
В отличие от остальных кобр, это живородящая змея. Самка в конце августа — начале сентября рождает от 20 до 35 (максимум 65) детёнышей длиной 18 см.
Обитает в Южной Африке (Зимбабве, Лесото, Свазиленд, ЮАР), где получила название «плюющейся змеи» за свою склонность к «плевку» ядом. Она исключительно часто использует этот коварный приём. Однако, кроме такой активной обороны, нередко использует и пассивное средство, переворачиваясь на спину и притворяясь мёртвой.